# Вулиця Листопадового чину
Ву́лиця Листопа́дового Чи́ну — вулиця у Галицькому районі міста Львова, неподалік від історичного центру. Починається від площі Григоренка та прямує до площі Святого Юра.
Прилучаються вулиці Університетська, Лепкого, Огієнка, Гоголя, Матейка та Новаківського.

## Назва
- кінець XVII століття — кінець XVIII століття — Святоюрська дорога, оскільки вулиця виникла на місці дороги, що вела від середмістя до собору святого Юра.
- кінець XVIII століття — 1825 року — Цісарська.
- 1825 — 1871 роки — Святого Юра.
- 1871 — 1941 роки — Міцкевича, на честь польського поета, засновника романтизму у польській літературі, діяча національно-визвольного руху Адама Міцкевича.
- листопад 1941 — липень 1944 років — на часі німецької окупації Львова — Паркштрассе, бо прокладена попри парк імені Тадеуша Костюшка (нині парк імені Івана Франка).
- липень 1944 — 1993 роки — Міцкевича, повернена передвоєнна назва.
- від 1993 року — сучасна назва, вулиця Листопадового Чину, пам'ять про події, що відбувалися у Львові в ніч із 31 жовтня на 1 листопада 1918 року та увійшли в історію під назвою Листопадовий чин[6].

## Забудова
В архітектурному ансамблі вулиці Листопадового Чину переважають історизм та класицизм. Більшість будинків внесено до Реєстру пам'яток архітектури місцевого значення.
№ 2 — у міжвоєнний період в будинку містилася кав'ярня «Варшавська».
№ 3/5 — чиншові зблоковані кам'яниці споруджені у 1896—1897 роках за проєктом архітектора Юліана Цибульського у стилі пізнього історизму на замовлення Кароля Зеновича (власник будинку № 5) та відомого львівського адвоката Тадеуша Соловія (власник будинку № 3). В інтер'єрі будинків примітний неоренесансний скульптурний декор, автором якого був скульптор Антон Попель.
1901 року Зенович провів у власному будинку під № 5 реконструкцію офіцини за проєктом архітектора Зиґмунта Кендзерського: стайня перероблено на пральню, возівню — на сторожівку. По смерті Зеновича у 1902 році, кам'яницю успадкували вдова та діти, які 1908 року продають її Марії Криґовській, а та, своєю чергою, 1910 року перепродує його подружжю Герману та Йоанні Датнерам. У міжвоєнний період колишня кам'яниця Зеновича переходить у власність університету Яна-Казимира, а нині використовується як навчальний корпус механіко-математичного факультету ЛНУ імені Івана Франка. На фасаді будинку у 1994 році встановлено пам'ятну таблицю на пошану угорського математика, одного з творців неевклідової геометрії Яноша Бояї, що мешкав та працював у Львові у 1831—1832 роках (скульптор Д. Гаті). Таблицю виготовлено за кошти Міністерства культури та освіти Угорської республіки.
Відомий львівський адвокат Тадеуш Соловій був власником будинку № 3 до 10 березня 1908 року. За контрактом купівлі-продажу, укладеним того дня, кам'яниця перейшла у власність Крайового виділу — виконавчого органу при Галицькому сеймі, який передав об'єкт Крайовому банку. По закінченню війни кам'яниця разом з іншим майном Крайового банку перейшла у власність банку крайового господарства Польщі. У міжвоєнний період було проведено дві реконструкції будинку. Так, 1929 року за проектом будівничого Анджея Шиманського проведено реконструкцію помешкань її другого та третього поверхів, на партері облаштовано гараж, а подвір'я розділено муром навпіл (до того будинки № 3 і № 5 мали спільне внутрішнє подвір'я). У 1931—1932 роках — з метою перепланування помешкань та заміни дерев'яних міжповерхових перекриттів на залізобетонні, за проектом будівничого Антона Мокшицького. Нині будинок є житловим, а приміщення на першому поверсі орендують банківська установа та крамничка-бутік. Декілька офісів обладнано в офіцині, з боку подвір'я. Кам'яниці-«близнюки» внесені до Реєстру пам'яток архітектури місцевого значення під № 643-м.
№ 4 — триповерховий житловий будинок, власником якого у 1910-х роках був граф Станіслав Мицельський. Будинок внесений до Реєстру пам'яток архітектури місцевого значення під № 993-м.
№ 6 — попередній будинок на цьому місці був зведений 1879 року за проєктом Войцеха Гаара. Тут від 1896 року діяла адвокатська контора Євгена Петрушевича. У 1897—1898 роках тут споруджено Національне казино (від 1948 року — «Будинок вчених»). Проєкт Германа Гельмера і Фердинанда Фельнера. Також в будинку діяла крайова спілка машиністів залізниці 23 вересня 2008 року будинок внесено до переліку памʼяток культурної спадщини, що не підлягають приватизації. Будинок внесений до Реєстру пам'яток архітектури місцевого значення під № 181-м.
№ 7 — в будинку у 1928 році містилася редакція часопису «Вікна» — друкованого органу літературного об'єднання західноукраїнських письменників «Горно». За радянських часів була встановлена меморіальна таблиця, яка сповіщала про це. Тут упродовж 1938—1967 років мешкала Олена Кульчицька. 21 квітня 1971 року тут відкрився художньо-меморіальний музей Олени Кульчицької. В експозиції, що розташована у чотирьох кімнатах помешкання Олени Кульчицької, представлено понад 80 картин, бібліотека, килими, зіткані за її проєктами, меблі та кераміка, створені за ескізами мисткині. 23 вересня 2008 року будинок внесено до переліку памʼяток культурної спадщини, що не підлягають приватизації. Будинок внесений до Реєстру пам'яток архітектури місцевого значення під № 182-м.
№ 8 — будинок споруджено за проєктом архітекторів Едмунд Жихович та Міхал Лужецький у 1912—1913 роках для львівської філії «Австро-Угорського банку», згодом тут містився «Польський банк». За часів СРСР — залізничне відділення «Держбанку». Уздовж фасадів над першим поверхом встановлена серія горельєфних композицій з алегоріями Ощадності, Праці, Торгівлі, Гірництва, Техніки, Рільництва та Промисловості авторства Юліуша Белтовського. За часів незалежності тут містилося відділення «Промінвестбанку», від 2016 року приміщення банку перебувало на реконструкції. 8 червня 2018 року у відреставрованій будівлі відкрився новий п'ятизірковий «Банк Готель», головним інвестором та власником котрого є Вячеслав Юткін. Реконструкція будівлі обійшлася його власнику майже 20 мільйонів доларів. На нижніх поверхах облаштовано рецепцію, ресторан та конференц-хол на 300 осіб, а на верхніх — сто номерів. Серед інших п'ятизіркових готелів Львова, «Банк Готель», у першу чергу, орієнтуватиметься на бізнес-клієнтів, проведення конференцій та ділових заходів. Будинок внесений до Реєстру пам'яток архітектури місцевого значення під № 582-м спільно з будинком на вулиці Богдана Лепкого, 17, з яким творить спільний ансамбль.
№ 10 — наріжна кам'яниця споруджена у 1891—1892 роках у стилі історизму, за проєктом архітектора Йоганна Шульца для графині Марії Дрогойовської. Фасад будинку прикрашений скульптурами Марса та Венери роботи Петра Віталіса Гарасимовича. До 1939 року тут містилося почесне консульство Голландії. Під час німецької окупації в цьому будинку перебував Український центральний комітет — допомогова організація, що діяла під керівництвом професора Володимира Кубійовича. 1993 року на фасаді будинку встановлена меморіальна таблиця, яка сповіщає, що тут у 1941—1944 роках працював видатний український історик, географ, громадсько-політичний діяч Володимир Кубійович (скульптор Ярослав Скакун, архітектори Олег Чамара і Василь Каменщик). З повоєнних часів тут міститься з'єднання залізничних військ, нині — 1-й об'єднаний загін Державної спеціальної служби транспорту (в/ч Т0110). Будинок внесений до Реєстру пам'яток архітектури місцевого значення під № 644-м.
№ 11 — житловий будинок, споруджений за проєктом Юліана Захаревича у 1889—1890 роках як вілла художника Яна Стики. Будівля складається з двох частин, що мають різні входи та функціонують окремо. Перша частина — триповерхове житлове приміщення при вул. Новаківського, 2, нині звичайні приватні помешкання львів'ян. Друга частина — колишнє приміщення власного мистецького ательє Олекси Новаківського при вул. Листопадового Чину, 11. У 1900 році Ян Стика переїхав у Францію, а будинок 15 лютого 1907 року придбав митрополит Андрей Шептицький і 29 грудня 1908 року подарував її Церковному музеєві у Львові (нині — Національний музей у Львові). Нині тут розташовані виставкові зали художньо-меморіального музею Олекси Новаківського. 1972 року на фасаді будинку встановлено меморіальну таблицю на честь Олекси Новаківського, авторства Еммануїла Миська, відлиту на Львівській кераміко-скульптурній фабриці. 23 вересня 2008 року будинок внесений до переліку пам'яток культурної спадщини, що не підлягають приватизації. Будинок внесений до Реєстру пам'яток архітектури місцевого значення під № 183-м.
№ 12 — будинок споруджено 1874 року за проєктом Войцеха Гаара і перебудовано 1892 року. До першої світової війни тут містилася дирекція поліції. Начальником поліції на той час був правник, кавалер перського ордену Лева і Сонця IV ступеня доктор Юзеф Райнлендер. Під час листопадових подій 1918 року Райнлендеру запропонували виконувати свої обов'язки від імені української влади, але той відмовився. Відтак 2 листопада 1918 року його інтернували у власній квартирі, а його обов'язки обійняв Степан Баран. У міжвоєнний період в будинку працював ординаторський лікарський пункт 39-го району м. Львова, від 12 листопада 1998 року тут працює обласна благодійна організація «Карітас — Львів УГКЦ». Будинок є пам'яткою архітектури місцевого значення № 184-м. 2015 року проведено реставрацію балконів будинку та скульптурних груп атлантів і каріатид під керівництвом скульптора Андрія Федоришина.
№ 14 — житловий будинок у стилі історизму, споруджений 1880 року за проєктом Владислава Галицького. Скульптурне оздоблення Леонарда Марконі, зокрема погруддя Адама Міцкевича, розташоване над вікном другого поверху. Будинок є пам'яткою архітектури місцевого значення № 1633-м. В будинку у 1897—1919 роках мешкав польський лікар, хірург, професор, доктор медицини, керівник кафедри хірургії, декан медичного факультету, ректор Львівського університету, засновник Львівської хірургічної школи Людвік Ридигер, а власником будинку у 1910-х роках був граф Зигмунт Лось.
№ 16 (колишня адреса — вул. Святого Юра) — палац, споруджений посеред великого парку у 1862—1865 роках за проєктом архітектора Карла Омана у стилі італійського неоренесансу. Власником палацу був Аґенор Голуховський, котрий неодноразово очолював Галицьке намісництво у другій половині XIX століття. Нині у колишньому палаці Голуховських міститься діагностичний центр лікарні Львівської залізниці.
№ 20 (нині — вул. Гоголя, 1) — будівля Дирекція державних залізниць (до 1939 року), від радянських часів й донині — управління Львівської залізниці. 2008 року на фасаді від вулиці Листопадового Чину встановлена меморіальна таблиця Георгію Кірпі (архітектор — Андрій Дорош, скульптор — Роман Патик). Планувалося також встановлення пам'ятника Г. Кірпі у парку імені Івана Франка, за 40—50 метрів нижче будівлі управління Львівської залізниці.
№ 22 — інженерний корпус управління Львівської залізниці, споруджений у 1978 року за проєктом Романа Сивенького. Нині тут містяться Львівська дирекція залізничних перевезень та об'єднана профспілкова Львівської дирекції залізничних перевезень.
№ 24 — в будинку до 1913 року мешкав доктор обох прав, Ц. к. урядник, суддя, таємний радник, придворний камергер, президент (голова) Апеляційного суду у Львові, президент юридичного товариства, кавалер орденів Залізної Корони І ступеня і Леопольда та Великого хреста ордену Франца Йосифа Александер Мнішек-Тхожницький. 
№ 26 — наприкінці 1830-х років власниця парцелі (ділянки) під конскрипційним № 653 2/4 Мар'яна Чехунська планувала збудувати двоповерховий будинок з офіциною. За нез'ясованих обставин будинок так і не був зведений, натомість був збудований лише видовжений одноповерховий будинок у глибині ділянки, на межі з ділянкою з конскрипційним № 641 2/4 (нинішня вул. Листопадового чину, 24). У 1840-х роках постали будинки на сусідніх парцелях при вул. Міцкевича. 1859 року за проєктом архітектора Вінцента Равського одноповерховий будинок розширили завдяки прибудові однієї кімнати. 1877 року за проєктом, розробленим архітектором Людвіком Радванським, споруджено двоповерховий будинок із сутеренами у неоренесансному стилі, добудувавши його спереду старого одноповерхового будинку. На той час новою власницею ділянки була Софія з Вендриховських Шидловська. Новий будинок складався з сіней, 2 кухонь і 9 кімнат на першому поверсі та 2 кухонь і 10 кімнат — на другому. 1883 року одноповерхову будівлю пристосували під возівню, сторожівку, ванну та пральню за окремо розробленим проєктом архітектора Мауса.
Наприкінці XIX століття власником будинку став відомий львівський підприємець Юліуш Міколяш та вирішив його реконструювати, для чого запросив архітектора Яна Шульца. За проєктом Яна Шульца у 1893 році частина одноповерхового будинку переобладнана на кухню із ванною, а 1896 року проведена реконструкція самого будинку, в результаті був надбудований третій поверх, проведена реконструкція фасаду у неоренесансному стилі, та розбудовані дві симетричні триповерхові житлові офіцини. У листопаді 1897 році будинок введений в експлуатацію. 1905 року за проєктом Яна Шульца до будинку добудували два крила чотириповерхових офіцин зі стайнями, возівнями і пральнею на першому поверсі. 1932 року в будинку влаштували каналізацію та під'єднали її до міської системи за проєктом інженера-архітектора Тадеуша Срочинського. До 1939 року в будинку мешкав один з керівників Малопольського мисливського товариства граф Юліуш Бєльський. 
У глибині ділянки був сад, який у радянські часи відокремили від внутрішнього двору мурованою стіною з проходом, нині він використовується як дитячий майданчик розташованого в будинку закладу дошкільної освіти (ясла-садок) № 25 Львівської міської ради. Будинок внесений до Реєстру пам'яток архітектури місцевого значення під № 645-м.
№ 28 — житловий будинок у стилі ампір, споруджений у 1835—1838 роках архітектором Вільгельмом Шмідом для Владислава Єльського. На фасаді знаходилась статуя Матері Божої, виконана Йоаном Шімзером або Павлом Евтельє. Нова власниця будинку, Генріка Зигмунтовська, у 1851 році заснувала тут невеликий шпиталь для хворих вбогих дітей. Її добродійну акцію підтримала родина Сапігів. Князь Леон Сапіга був також патроном товариства католицької ремісничої молоді «Скала». У 1860 році за його сприяння шпиталь було перенесено в інше приміщення, а будинок перейшов у власність товариства католицької ремісничої молоді «Скала». На подвір'ї було влаштовано гімнастичні знаряддя, збудовано зал для гри у кеглі та літню сцену. Одним із кураторів «Скали», яке функціонувало до початку другої світової війни, був митрополит Андрей Шептицький. За радянських часів будинок став ключовим елементом системи веж-«глушилок» іноземних радіостанцій, які ще донедавна розташовувалися у Митрополичих садах — тут розміщувалося їхнє керуюче обладнання. Досі цей об'єкт знаний як «П'ята станція» державного концерну радіомовлення, радіозв'язку та телебачення, і відтоді вхід сюди закритий.

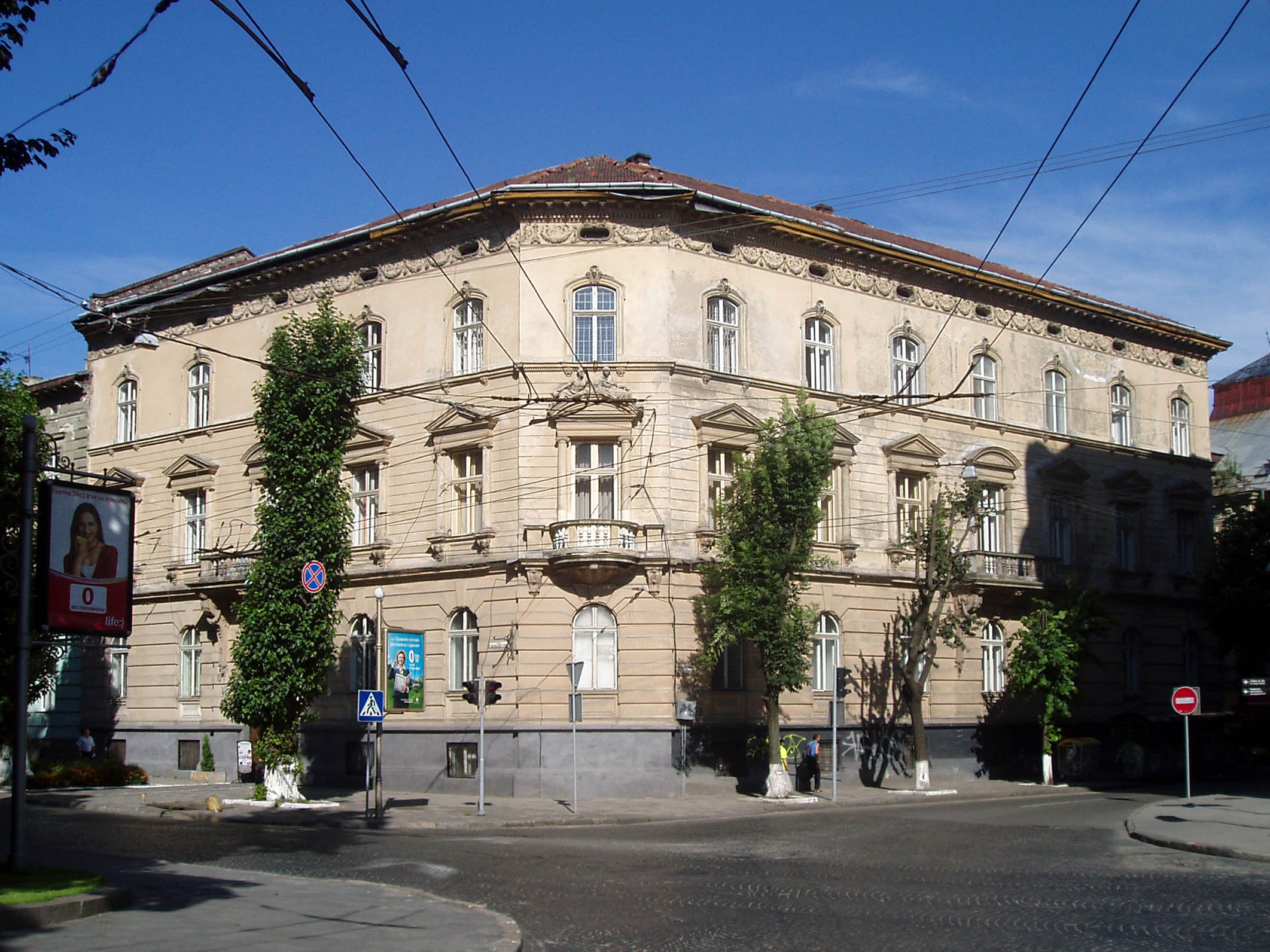
Будинок № 10
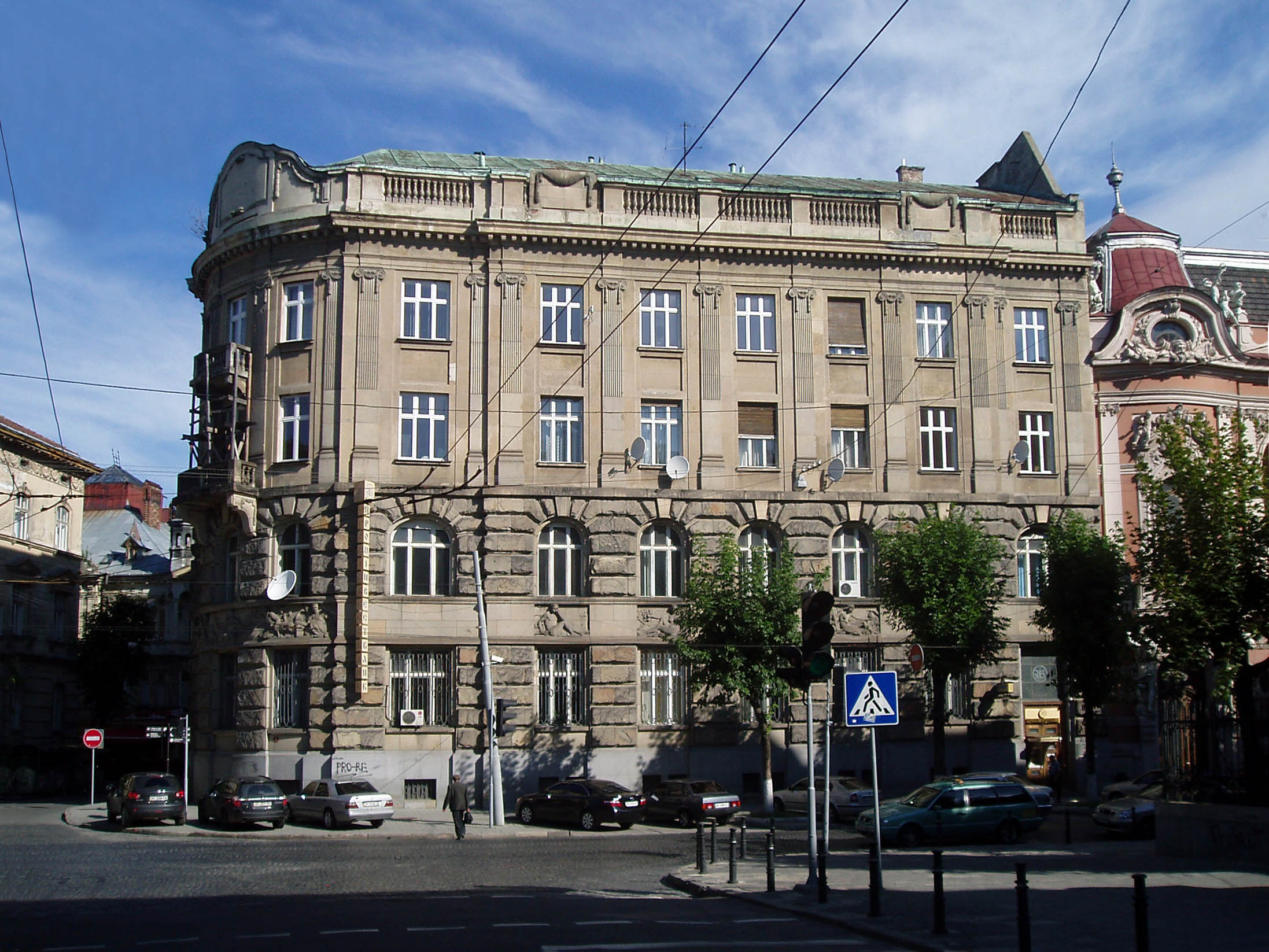
Будівля колишнього Австро-угорського банку
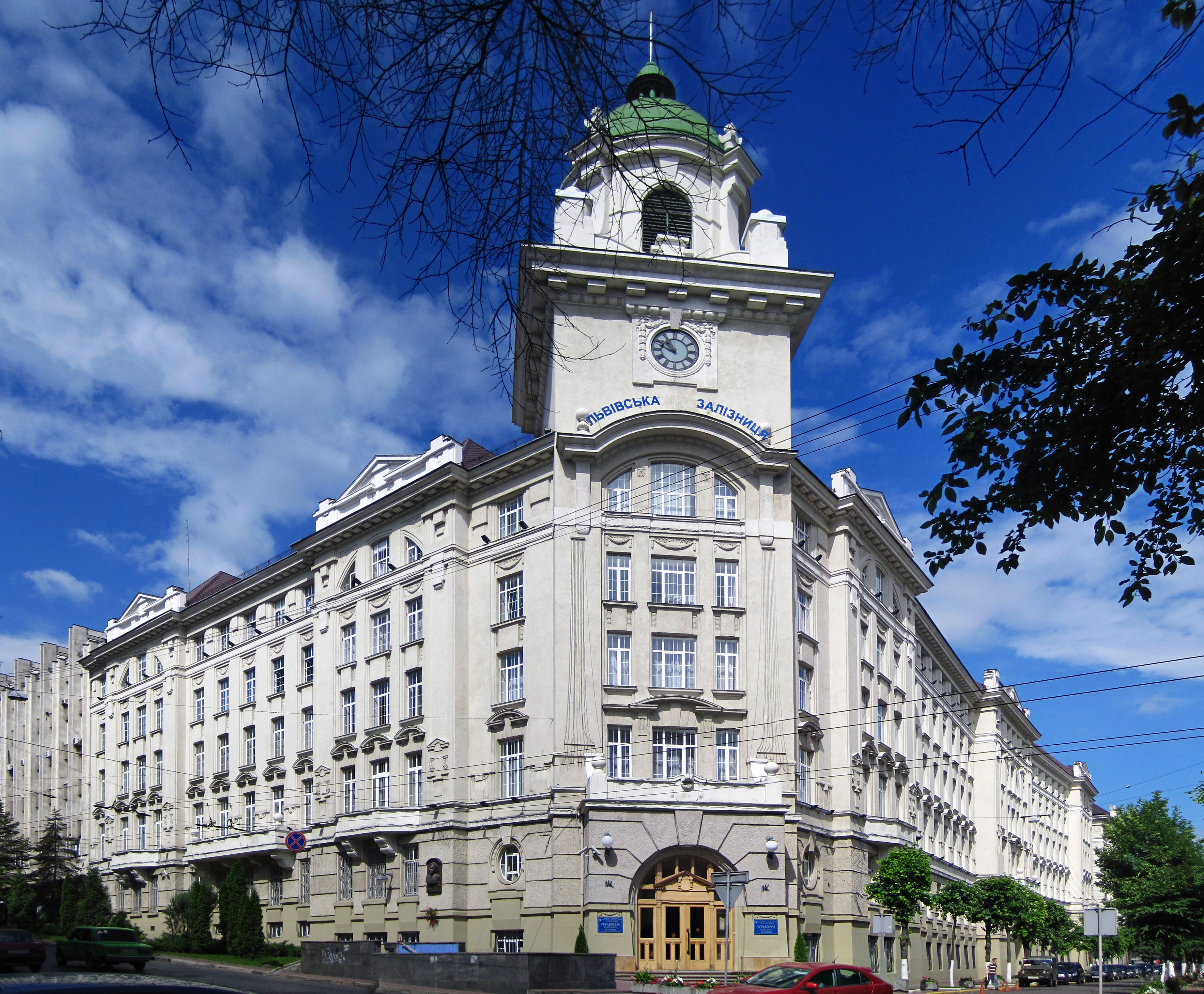
Будівля управління Львівської залізниці
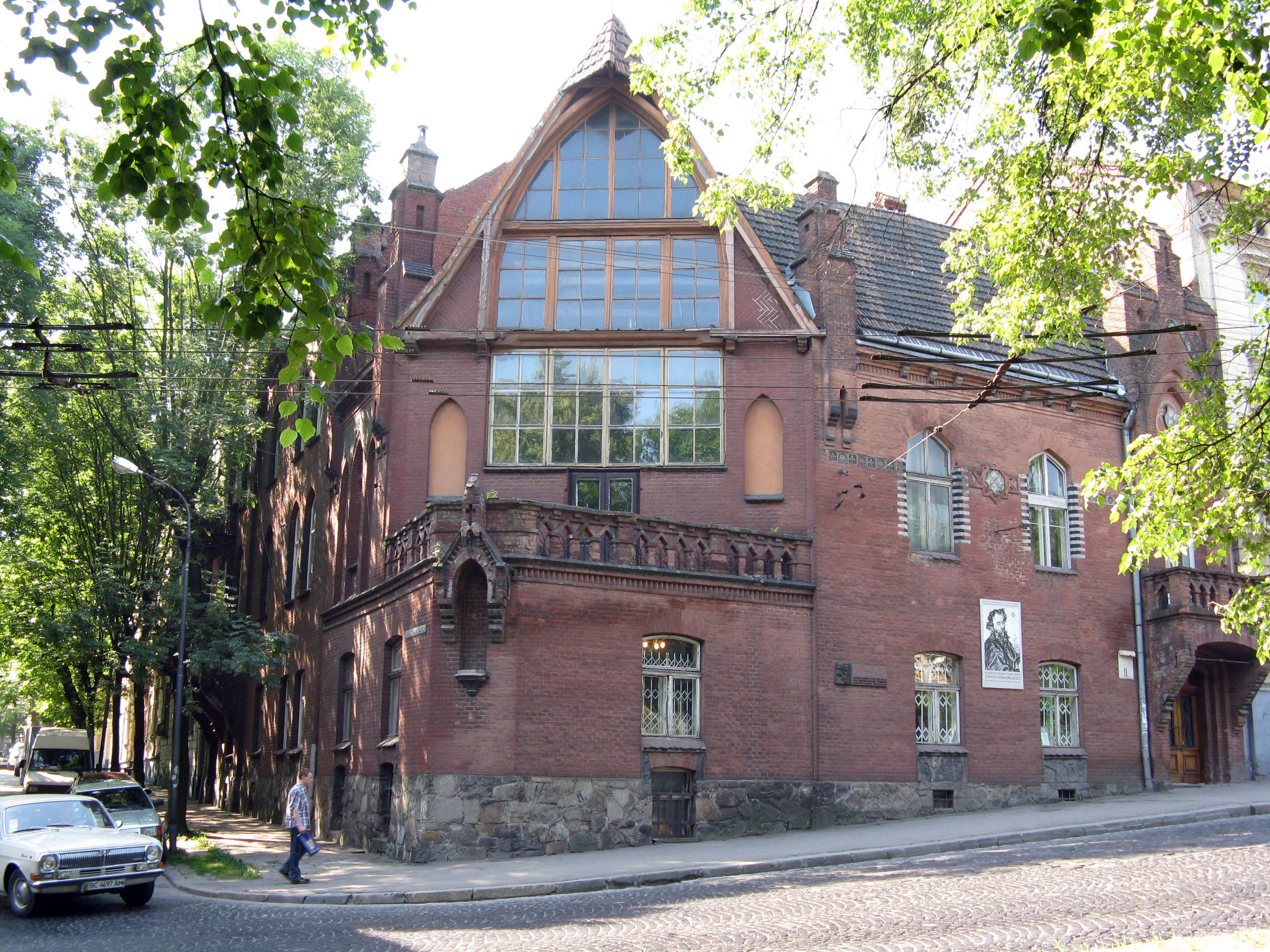
Художньо-меморіальний музей Олекси Новаківського
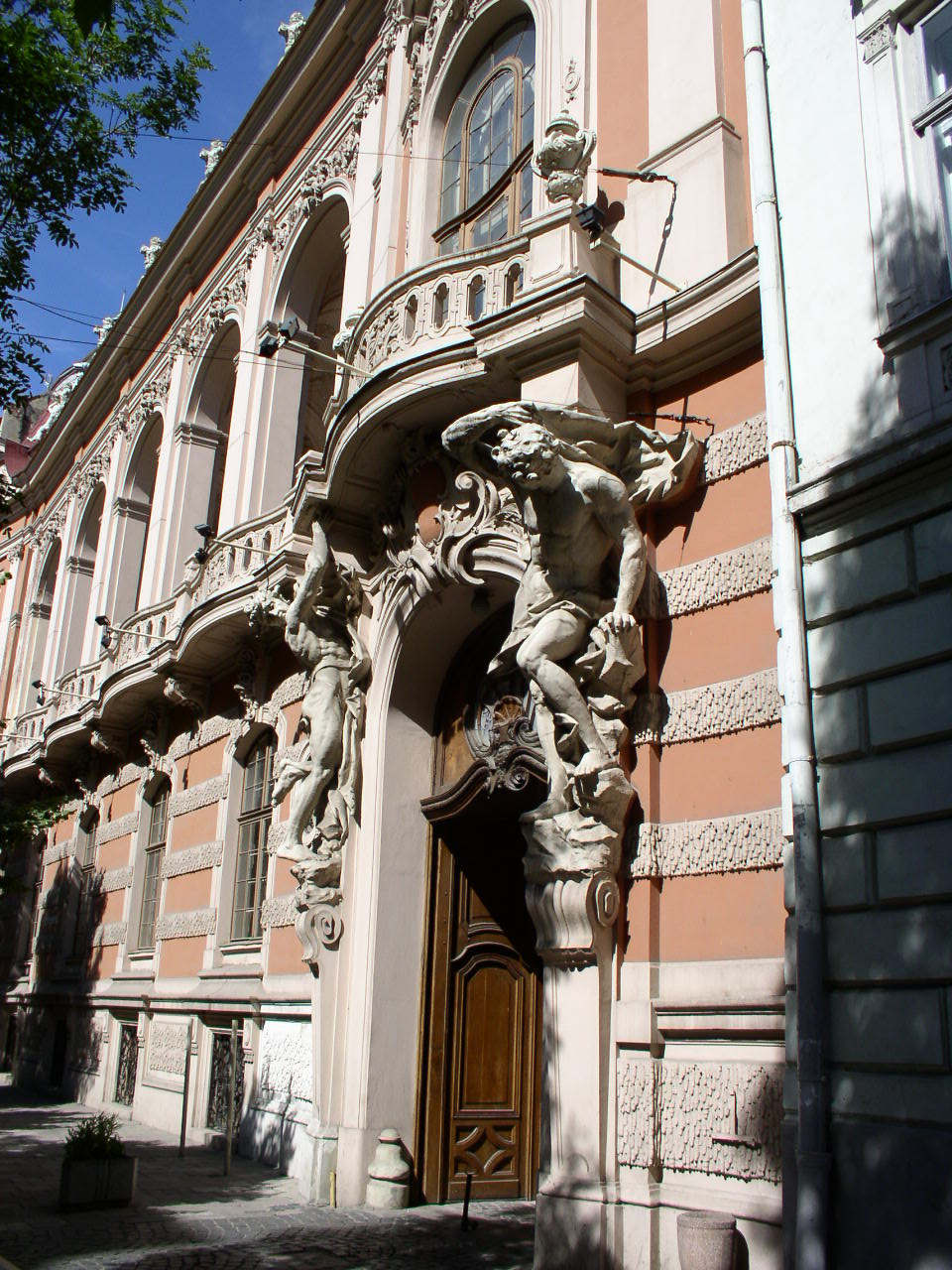
Будинок Вчених
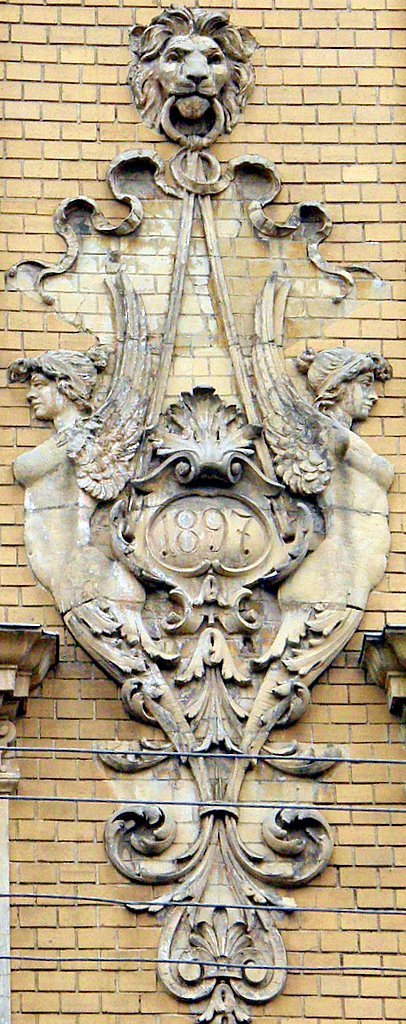
Барельєф на будинку № 3

## Пам'ятники, меморіальні таблиці
У межах вшанування 100-ліття з дня створення Західноукраїнської Народної Республіки, 1 листопада 2018 року, на розі вулиць Листопадового Чину та Огієнка відкрили пам’ятник героям Західноукраїнської Народної Республіки та Української Галицької Армії.

Пам'ятна таблиця на будинку, де працював Володимир Кубійович
Пам'ятна таблиця Георгію Кірпі на фасаді управління Львівської залізниці
Пам'ятна таблиця Олені Кульчицькій на фасаді художньо-меморіального музею мисткині
Пам'ятна таблиця художнику Олексі Новаківському на фасаді художньо-меморіального музею мистця
Пам'ятна таблиця математику Яношу Бояї на фасаді навчального корпусу механіко-математичного факультету ЛНУ імені Івана Франка